# Alcanosulfonato monoossigenasi
La alcanosulfonato monoossigenasi è un enzima appartenente alla classe delle ossidoreduttasi, che catalizza la seguente reazione:
un alcanosulfonato (R-CH2-SO3H) + FMNH2 + O2 ⇄ un'aldeide (R-CHO) + FMN + solfito + H2O
L'enzima di Escherichia coli catalizza la desulfonazione di un notevole numero di sulfonati alifatici, ma non desulfona la taurina (2-amminoetanosulfonato) o sulfonati aromatici. Esso non si serve di FMN come cofattore legato, ma usa FMN ridotta (FMNH2) come un substrato. FMNH2 è fornita da SsuE, la associata FMN reduttasi (numero EC 1.5.1.29).